# Miljenko Karačić
Miljenko Karačić (Gornji Crnač, Široki Brijeg, 11. kolovoza 1958.) je hrvatski novinar iz Bosne i Hercegovine.

## Životopis
Gimnaziju je završio u Širokom Brijegu, a Ekonomski fakultet u Mostaru. Novinarstvom se počeo baviti još kao student 1979. godine kao suradnik zagrebačkih Sportskih novosti. Osim Sportskih novosti surađivao je i sa zagrebačkim Večernjim listom, SN revijom, Obzorom i Hrvatskom košarkom, sarajevskim Oslobođenjem i Večernjim novinama, banjalučkim Nezavisnim novinama, beogradskim Tempom te mostarskom Slobodom i Hercegovačkim tjednikom.
Dopisnik je Hrvatske radiotelevizije iz Mostara. Bio je urednik televizijske emisije Pogled preko granice koja se bavi temama vezanim uz bosanskohercegovačke Hrvate. Kao autor objavio je više publikacija i knjiga o sportu. Također, autor je dokumentarno-igranog filma Divin krik s Vrana.
Odlikovan je Spomenicom Domovinskog rata.

## Djela
- Od Borka do Širokog Brijega, 1998.
- Široki u srcu, 2000.
- Zlatne godine – šest desetljeća nogometa u Širokom Brijegu, 2008.[1]
- Na Olimpu Herceg-Bosne, 2022. (suautor)[3]